# Чемпионат мира по волейболу среди женщин 2010 (составы)
На этой странице приведены составы женских национальных волейбольных сборных команд, принимавших участие на XVI чемпионате мира, проходившем в Японии с 29 октября по 14 ноября 2010 года.
В заявку командам разрешалось включать до 14 игроков, в том числе двух либеро. 

## Алжир
Главный тренер:  Мулуд Икхеджи
Ассистент:  Салах Буссаид

## Бразилия
Главный тренер:  Зе Роберто
Ассистент:  Пауло Баррос

## Германия
Главный тренер:  Джованни Гуидетти
Ассистент:  Феликс Козловски

## Доминиканская Республика
Главный тренер:  Маркос Квик
Ассистент:  Вагнер Пашеку

## Италия
Главный тренер:  Массимо Барболини
Ассистент:  Марко Браччи

## Казахстан
Главный тренер:  Нелли Щербакова
Ассистент:  Бахытжан Байтуреев

## Канада
Главный тренер:  Арнд Людвиг
Ассистент:  Скотт Коски

## Кения
Главный тренер:  Хидехиро Ирисава
Ассистент:  Дэвид Лунгахо

## Китай
Главный тренер:  Юй Цзюэминь
Ассистент:  Лай Явэнь

## Коста-Рика
Главный тренер:  Браулио Годинес
Ассистент:  Лорне Савула

## Куба
Главный тренер:  Хуан Карлос Гала
Ассистент:  Эйдер Хорхе Лафита

## Нидерланды
Главный тренер:  Авитал Селинджер
Ассистент:  Кристиан ван дер Вел

## Перу
Главный тренер:  Ким Чхоль Юн
Ассистент:  Эдвин Хименес Монаго

## Польша
Главный тренер:  Ежи Матляк
Ассистент:  Пётр Маковский

## Пуэрто-Рико
Главный тренер:  Карлос Кардона
Ассистент:  Арканхель Руис

## Республика Корея
Главный тренер:  Пак Сам Рён
Ассистент:  Ким Тхэ Ён

## Россия
Главный тренер:  Владимир Кузюткин
Ассистент:  Игорь Курносов

## Сербия
Главный тренер:  Зоран Терзич
Ассистент:  Бранко Ковачевич

## США
Главный тренер:  Хью Маккатчен
Ассистент:  Карч Кирай

## Таиланд
Главный тренер:  Киаттипонг Радчатагриенгкай
Ассистент:  Натапон Срисамутнак

## Турция
Главный тренер:  Мехмед Бедестенлыоглу
Ассистент:  Бюлент Гюнеш

## Хорватия
Главный тренер:  Мирослав Аксентиевич
Ассистент:  Томо Паун

## Чехия
Главный тренер:  Иржи Шиллер
Ассистент:  Ондрей Марек

## Япония
Главный тренер:  Масаёси Манабэ
Ассистент:  Киёси Або